# Сценска врата
Сценска врата (енгл. Stage Door) је америчка филмска комедија из 1937. са Кетрин Хепберн и Џинџер Роџерс у главним улогама. Филм се бави девојкама–забављачицама које желе да постану славне. На неки начин, ово је аутобиографски филм Кетрин Хепберн – то је прича о девојци из добростојеће породице која жели да се опроба у глумачким водама.

## Улоге
| Глумац         | Улога        |
| -------------- | ------------ |
| Кетрин Хепберн | Тери Рендал  |
| Џинџер Роџерс  | Џин          |
| Адолф Менжу    | Ентони Пауел |
| Гејл Патрик    | Линда Шо     |
| Лусил Бол      | Џуди         |
| Андреа Лидс    | Кеј          |
| Ив Арден       | Ив           |